# Stary Staw (jezioro)
Stary Staw – lobeliowe, przepływowe jezioro wytopiskowe położone na Pojezierzu Bytowskim, w gminie Bytów, w powiecie bytowskim województwa pomorskiego, na południe od wsi Pomysk Wielki i na północ od rezerwatu Jezioro Głęboczko. Całkowita powierzchnia jeziora wynosi 14,5 ha. 
Do jeziora Stary Staw wpływa strumień wypływający z jeziora Głęboczko. Tuż przy jeziorze znajduje się nasyp dawnej linii kolejowej, obecnie przekształcony w ścieżkę rowerową.